# Aron Pálmarsson
Aron Pálmarsson (født 19. juli 1990) er en islandsk håndboldspiller som spiller i  MVM Veszprém KC og Islands herrerhåndboldlandshold.

## Karriere
Pálmarsson spillede hans første kamp for Fimleikafélag Hafnarfjarðar, i en alder af kun 15 år mod ÍBV i Marts 2006. FH vandt kampen 30–28, og den unge Pálmarsson scorede et mål.
I sæsonen 2007/08 var Pálmarsson en af nøglespillerne for, da FH vandt den islandske 1. division og sikrede sig oprykning til úrvalsdeild. Aron scorede 130 mål in 22 mål.
2008/09 sæsonen var virkelig succesful for Pálmarsson. Han scorede 115 mål in 16 kampe. FH sluttede på femtepladsen i ligaen. Han blev valgt til den mest lovende spiller, bedste offensive spiller og kom kom All-Star holdet i ligaen den sæson. I takt med succesen i FH, gjorde han i 29. november 2008, mod Tyskland, debut for det islandske landshold
Efter at Pálmarsson skiftede til tyske THW Kiel i 2009, nominerede hans tidligere klub FH ham til Gyldne Pris, for hans succesfulde karriere i Fimleikafélag Hafnarfjarðar.
I 29. december 2012 vandt Aron Pálmarsson prisen som "Bedste atlet i året 2012".